# Enwang
L'Enwang (o Oron) és una llengua que es parla a l'estat de Akwa Ibom, al sud-est de Nigèria. Es parla a la LGA de Mbo.
L'Enwang és una llengua de la subfamília lingüística de les llengües del baix Cross, que formen part de les llengües Benué-Congo. Està íntimament relacionada amb la llengua uda.
L'ethnologue xifra que el 1998 hi ha 15.000 parlants d'enwang.